# Briansuttonia alternarioides
Briansuttonia alternarioides är en svampart som först beskrevs av B. Sutton & Pascoe, och fick sitt nu gällande namn av R.F. Castañeda, Minter & Saikawa 2004. Briansuttonia alternarioides ingår i släktet Briansuttonia, ordningen Pleosporales, klassen Dothideomycetes, divisionen sporsäcksvampar och riket svampar.   Inga underarter finns listade i Catalogue of Life.